# Piana di Pisa
La Piana di Pisa, o com'è chiamata comunemente il Pian di Pisa, è l'area terminale del Valdarno Inferiore, comprendente i territori comunali di Pisa e di Cascina e in parte quelli di Vicopisano, Calci, San Giuliano Terme, Vecchiano, Collesalvetti (con riferimento alla zona compresa tra Stagno e Guasticce) e Livorno (le aree poste a nord della città, a breve distanza dal porto industriale). Confina a nord con la Versilia, a nord-est con il Monte Pisano, ad est con la Valdera, a sud con la Maremma Pisana e le Colline Livornesi, mentre a ovest è delimitata dal Mar Tirreno. Con i suoi circa 1000 km² di estensione, è la maggior pianura alluvionale italiana dopo quella padana, e la settima in generale. Il Pian di Pisa è stato formato nei millenni dalle alluvioni dell'Arno e del Serchio, che anticamente confluiva nell'Arno all'altezza di Pisa.
Il problema delle piene del fiume esiste da molti secoli.
Come ogni pianura alluvionale la zona era costellata da acquitrini e paludi che infestavano l'aria di malaria e limitavano le aree agricole.
La Repubblica di Pisa, fin dal XIII secolo provvide a sistemare gli argini fluviali dell'Arno, a rettificare il suo corso naturale, a distribuire le acque delle sue piene con appositi canali e fossi.
Già all'epoca della seconda occupazione fiorentina (dopo il 1509) si procedette a costruire dapprima il "Fosso Reale", un canale scolmatore per deviare in parte il flusso delle piene dell'Arno nei periodi di grandi precipitazioni atmosferiche, ed in seguito, nel 1573, il Canale dei Navicelli per lo scolo delle acque palustri tra Livorno e Pisa (Stagno Maggiore di Coltano, Castagnolo e Stagno Minore a nord di Livorno) e come importante via d'acqua commerciale tra le due città.
In epoca moderna la velocità del corso d'acqua attraverso la piana ha subito un forte rallentamento, dovuto alle numerose anse e al letto molto ampio dell'Arno. In particolare a valle di Pontedera il fiume aveva assunto un andamento sinuoso, vagabondando qua e là allo scopo di trovare una foce appropriata in mare. 
Nel XIV secolo i Pisani provvidero a tagliare le anse di San Frediano a Settimo a monte di Pisa, di Quarantola a valle della città, della Vettola (fosso della Mezzanina, 1348) e di San Rossore presso le Cascine nuove sulla riva settentrionale. Infine con i Medici si procedette alla deviazione della foce del fiume di alcune centinaia di metri più a nord (taglio Ferdinando, 1606), ritenendo che il deflusso delle acque della sua antica foce, diretta verso sud-ovest (attuale zona meridionale di Marina di Pisa), fosse ostacolato da correnti o venti contrari come il Libeccio e lo Scirocco. 
L'intervento fu ordinato dal granduca Ferdinando I e la foce fu quindi diretta più ad ovest secondo il percorso attuale, mentre l'alveo abbandonato (Arnino) andò a costituire la tenuta di “Arno Vecchio” con il podere del Gallo.
Verso il 1740 Fu stabilito di aprire un canale di scolo nel bosco della “Fagianaia” per le lame stagnanti nella zona che si diceva appestassero l'aria cittadina. 
Furono progressivamente bonificate le aree intorno al fiume Morto, Asciano, La Vettola, a nord di Coltano (paduli del Gracitone e della Ballerina, le Rene), Sanguinetto, Tombolo, San Giusto a Cannicci. 
Nel 1761 s’interrò il fosso medievale dell'Arnaccio (Rio Arnonico, 1176) ove vi fu tracciata sopra la nuova strada dell'Arnaccio e fu aperto il nuovo trabocco alle Fornacette con il ponte a 31 luci delle Fornacette ed i paralleli fossi del rio Pozzale, Chiara o Antifosso. 
L'ultimo grande intervento sul corso del fiume fu fatto sotto il regno di Pietro Leopoldo, quando nel 1774 egli ordinò il taglio dell'ultima grande ansa che presentava il fiume a valle di Pisa: la c.d. “Volta degli Asini” presso Barbaricina in località “la Leona”, di cui restano tracce dell'antico alveo lungo il tracciato dell’attuale via delle Lenze. 
Dopo le alluvioni del 1949, nel 1954, furono avviati i lavori per lo scavo di un nuovo Scolmatore dell'Arno, che da Pontedera avrebbe fatto defluire le acque in eccesso verso il Calambrone, località costiera tra Tirrenia e Livorno, mediante l'apertura di una diga. Il canale, lungo 32 km, fu concluso nel 1960 ma le opere per l'innesto nell'Arno furono portate a termine solo successivamente. Questa lentezza nella realizzazione contribuì sicuramente a ingigantire il disastro dell'alluvione del 1966, che coinvolse Firenze, Pisa e buona parte del Valdarno.
Il Pian di Pisa ha avuto una crescita verso il mare relativamente rapida: in epoca romana Pisa era dotata di un porto sul mare, mentre adesso la città dista dalla costa circa 8 km. Ciò è dovuto anche al precoce insabbiamento del grande golfo poi divenuto Porto Pisano, i cui fondali furono progressivamente riempiti dalle piene dell'Arno che fino al 1606 sfociava a sud di Marina di Pisa, quando la foce fu deviata verso nord per volere dei Medici. I numerosi stagni, lame costiere, paduli furono prosciugati nel corso dei secoli fino alle ultime bonifiche di Coltano negli anni '20 del secolo scorso. Il drenaggio della pianura alluvionale è comunque assicurato dalla fitta rete di canali che ne caratterizza il paesaggio (bacini della fossa chiara, della fossa dell'Acqua Salsa, della fossa chiara, del Fiume Morto, dello Scolmatore dell'Arno, ecc.). Il piano è attraversato da alcuni corsi naturali come l'Ugione, la Tora, l'Isola, l'Orcina, lo Zannone che sfocia nel Fosso reale, la Toretta, lo Zambra.

## Elenco dei principali fossi e canali della Piana
- Fiume Morto (Arena Metato)
- fosso della Carbonaia (Colignola)
- fosso del Marmigliaio (Pisa)
- fossa delle Vicinaia (Asciano)
- fosso del Molino, o Macinante (1568)
- fosso dei Condotti di Asciano
- fosso dell'Arnaccio (1176)
- fosso delle Bocchette di Putignano (1558)
- fosso del Caligi (1162)
- Canale dei Navicelli (1577)
- fosso Reale (1554)
- Antifosso dello Zannone